# Eleição municipal de Serra (Espírito Santo) em 2016
A eleição municipal de Serra em 2016 foi realizada para eleger um prefeito, um vice-prefeito e 23 vereadores no município de Serra, no estado brasileiro do Espírito Santo. Foram eleitos Audifax Charles Pimentel Barcelos (Rede Sustentabilidade) e Izolina Marcia Lamas Silva para os cargos de prefeito(a) e vice-prefeito(a), respectivamente.
 Como nenhum dos candidatos ao cargo majoritário recebeu mais da metade do votos válidos, houve um novo escrutínio entre Sérgio Vidigal e Audifax Charles Pimentel Barcelos em 30 de outubro de 2016, sendo que a chapa de Audifax Charles Pimentel Barcelos ganhou com 51.21% dos votos válidos. Seguindo a Constituição, os candidatos são eleitos para um mandato de quatro anos a se iniciar em 1º de janeiro de 2017. A decisão para os cargos da administração municipal, segundo o Tribunal Superior Eleitoral, contou com 308 139 eleitores aptos e 56 083 abstenções, de forma que 18.2% do eleitorado não compareceu às urnas naquele turno.Já no segundo turno, foram contabilizadas 69 248 ausências, configurando 22.47% de abstenções.

## Antecedentes
Eleição para Prefeito:
Audifax Barcelos do partido REDE foi o deputado federal mais votado do Espírito Santo nas eleições em 2010.
Em 2012, ele foi eleito prefeito da Serra no primeiro turno com 61,39% de votos válidos. Na época seu concorrente também era Sérgio Vidigal, do PDT, que recebeu 37,56% dos votos.
Audifax é formado em Economia. Já foi eleito prefeito do município em 2004 e em seguida assumiu o comando da Secretaria Estadual de Planejamento da Economia a convite do então governador Paulo Hartung.
Eleição para Vereador:
No ano de 2012, vinte e três vereadores foram eleitos sendo eles:
Bruno Lamas do PSB, Cezar Nunes do PTD, Nacib do PDT, Rodrigo Caldeira do PDT, Aécio Leite do PT, Gilmar do PT, Luiz Carlos Moreira do PMDB, Alexandre Xambinho do PT do B, Toninho Silva da Ambulância do DEM, Marcos Tongo do PT do B, David do PDT, Guto Lorenzoni do PP, Auredir do PDT, Neidia do PR, Jorjão do DEM, Aldair do PTB, José Raimundo do PSL, Antônio Boy do INSS do PSB, Tio Paulinho do PV, Jamir Malini do PTN, Gideão do PR, Miguel da Policlínica do PTC e Pastor Ricardo do PRB.
Bruno Lamas foi o mais votado e Pastor Ricardo o que recebeu o menor número de votos.
O partido com maior número de vereadores era o PDT, com 5 eleitos, seguido pelo PSB, PT, PT do B, DEM e PR, todos com 2 eleitos e pelo PMDB, PP, PTB, PSL, PV, PTN, PTC e PRB com 1 vereador eleito por partido.

## Campanha
Eleição para Prefeito
Durante a campanha Audifax ficou internado durante pouco menos de um mês por conta de um quadro grave de pneumonia. O candidato a reeleição acusou seu então oponente, Sérgio Vidigal, de divulgar boatos sobre as suas condições de governar o município.
Audifax fez parceria com a especialista em marketing político e empresarial, Jane Mary, durante a sua campanha para o segundo turno quando notou que não estava sendo bem recebido pelos eleitores de classes D e E. Ele perdeu de Vidigal em bairros como Feu Rosa, Vila Nova e Planalto Serrano. Jane Mary saberia como dialogar com essa população e Audifax Barcelos pretendia virar o jogo, pois no primeiro turno ele recebeu 10169 votos a menos do que Sergio.
Propostas
Audifax Barcelos tem como propostas para a saúde a construção do primeiro hospital infantil municipal com 120 leitos. Para melhorar a infra estrutura da cidade e o trânsito ele pretende focar na obra do contorno do Mestre Álvaro. Na área da segurança o prefeito propõe melhorar a estrutura de trabalho das polícias Civil e Militar, ampliar o número de viaturas e reduzir a taxa de mortalidade na cidade, além disso a criação de um Centro Integrado Municipal de Segurança Pública e Defesa Social, que serviria para reunir num único espaço administrativo os serviços voltados à defesa e segurança do cidadão (Guarda Municipal, Guarda de Trânsito, Guarda Patrimonial, Grupo de Salvamento Marítimo, Defesa Civil, Videomonitoramento e Observatório de Segurança Pública) também é discutida.
Soluções para a economia se concentram no setor produtivo, e no complexo industrial de Serra, visando a criação de empregos e medidas para facilitar a instituição de novas empresas no município como o projeto “Investe Serra”, além de iniciativas voltadas para o turismo e para a industria tecnológica

## Resultados

### Eleição municipal de Serra em 2016 para Prefeito - 1º turno
A eleição para prefeito contou com 5 candidatos em 2016: Gideao Enrique Svensson do Partido da República, Sérgio Vidigal do Partido Democrático Trabalhista, Audifax Charles Pimentel Barcelos do Rede Sustentabilidade, Givaldo Vieira do Partido dos Trabalhadores, José Nicodemos Venturini do Partido Pátria Livre que obtiveram no primeiro turno, respectivamente, 8 681, 107 031, 96 862, 9 023, 0 votos. O Tribunal Superior Eleitoral também contabilizou 18.2% de abstenções nesse turno. Já que nenhum candidato recebeu mais da metade dos votos válidos, houve um segundo turno entre Sérgio Vidigal e Audifax Charles Pimentel Barcelos em 2 de outubro de 2016.
| Candidato(a)                   | Vice                               | Coligação | Votos recebidos | Percentual |
| ------------------------------ | ---------------------------------- | --- | --------------- | ---------- |
| Sérgio Vidigal (PDT)           | Vanderson Alonso Leite (PTB)       | Frente Popular Renasce a Esperança (PDT, PTB, PRB, PSL, PSC, DEM, PMN, PRP, PSDB, PEN, PSD, PTdoB, SD, PROS) | 107031          | 48.3%      |
| Audifax Barcelos (REDE)        | Izolina Marcia Lamas Silva (PMDB)  | Pra Serra Seguir em Frente (REDE, PMDB, PTC, PSDC, PCdoB, PHS, PTN, PV, PPS, PSB, PP)                        | 96862           | 43.71%     |
| Givaldo Vieira (PT)            | Silvio Teixeira Leite (PMB)        | Um Novo Caminho pra Serra (PT, PMB)                                                                          | 9023            | 4.07%      |
| Gideao Enrique Svensson (PR)   | Natalina Marcia de Oliveira (PRTB) | A Serra que nós Queremos (PR, PRTB)                                                                          | 8681            | 3.92%      |
| José Nicodemos Venturini (PPL) | Zenilda Cunha Barbosa              | Partido Pátria Livre (sem coligação)                                                                         | 0               | 0%         |

### Eleição municipal de Serra em 2016 para Prefeito - 2º turno
A decisão para o cargo de prefeito e vice-prefeito ocorreu no segundo turno da eleição. A disputa entre os candidatos Audifax Charles Pimentel Barcelos do Rede Sustentabilidade e Sérgio Vidigal do Partido Democrático Trabalhista e seus respectivos vices, Izolina Marcia Lamas Silva e Vanderson Alonso Leite, foi decidida em 30 de outubro de 2016 com a apuração pelo Tribunal Superior Eleitoral de 219 394 votos, excluindo 7 232 votos brancos e 12 265 votos nulos. A chapa de Audifax Charles Pimentel Barcelos venceu com 51.21% dos votos válidos. Houve 22.47% de abstenções no segundo turno.
| Candidato(a)            | Vice                              | Coligação | Votos recebidos | Percentual |
| ----------------------- | --------------------------------- | --- | --------------- | ---------- |
| Audifax Barcelos (REDE) | Izolina Marcia Lamas Silva (PMDB) | Pra Serra Seguir em Frente (REDE, PMDB, PTC, PSDC, PCdoB, PHS, PTN, PV, PPS, PSB, PP)                        | 112344          | 51.21%     |
| Sérgio Vidigal (PDT)    | Vanderson Alonso Leite (PTB)      | Frente Popular Renasce a Esperança (PDT, PTB, PRB, PSL, PSC, DEM, PMN, PRP, PSDB, PEN, PSD, PTdoB, SD, PROS) | 107050          | 48.79%     |

### Eleição municipal de Serra em 2016 para Vereador
Na decisão para o cargo de vereador na eleição municipal de 2016, foram eleitos 23 vereadores com um total de 225 672 votos válidos. O Tribunal Superior Eleitoral contabilizou 13 095 votos em branco e 13 289 votos nulos. De um total de 308 139 eleitores aptos, 56 083 (18.2%) não compareceram às urnas no primeiro turno.
| Nome                           | Partido político                               | Coligação                                       | Votos recebidos | Percentual |
| ------------------------------ | ---------------------------------------------- | ----------------------------------------------- | --------------- | ---------- |
| Adriano Vasconcelos Rego       | Partido Trabalhista Cristão (PTC)              | Juntos pela Serra                               | 4837            | 2.14%      |
| Alexandre Araujo Marçal        | Rede Sustentabilidade (REDE)                   | Serra no Rumo Certo                             | 3379            | 1.5%       |
| Nacib Haddad Neto              | Partido Democrático Trabalhista (PDT)          | A Serra Merece Mais                             | 3282            | 1.45%      |
| Jucelio Nascimento Porto       | Partido Socialista Brasileiro (PSB)            | Partido Socialista Brasileiro (sem coligação)   | 3080            | 1.36%      |
| Rodrigo Marcio Caldeira        | Rede Sustentabilidade (REDE)                   | Serra no Rumo Certo                             | 2912            | 1.29%      |
| Jose Geraldo da Vitoria        | Partido Democrático Trabalhista (PDT)          | A Serra Merece Mais                             | 2581            | 1.14%      |
| Neidia Maura Pimentel          | Partido Social Democrático (PSD)               | Unidos pela Serra                               | 2560            | 1.13%      |
| Gilmar Dadalto                 | Partido da Social Democracia Brasileira (PSDB) | Muda Serra                                      | 2463            | 1.09%      |
| Luiz Carlos Moreira            | Movimento Democrático Brasileiro (MDB)         | Serra no Rumo Certo                             | 2458            | 1.09%      |
| Fabio Duarte de Almeida        | Partido Democrático Trabalhista (PDT)          | A Serra Merece Mais                             | 2417            | 1.07%      |
| Carlos Augusto Lorenzoni       | Partido Progressista (PP)                      | Serra no Rumo Certo                             | 2415            | 1.07%      |
| Aecio Darli de Jesus Leite     | Partido dos Trabalhadores (PT)                 | Um Novo Caminho pra Serra                       | 2373            | 1.05%      |
| Quélcia Mara Fraga Gonçalves   | Partido Social Cristão (PSC)                   | Para Serra Voltar a Crescer                     | 2349            | 1.04%      |
| Roberto Ferreira da Silva      | Partido Humanista da Solidariedade (PHS)       | A Serra Cada Vez Mais Forte                     | 2196            | 0.97%      |
| Ailton Rodrigues de Siqueira   | Partido Social Cristão (PSC)                   | Para Serra Voltar a Crescer                     | 2190            | 0.97%      |
| Adilson Maria da Silva         | Partido Social Liberal (PSL)                   | Unidos pela Serra                               | 2153            | 0.95%      |
| Wellington Batista Guizolfe    | Democratas (DEM)                               | Juntos por uma Serra Melhor                     | 2100            | 0.93%      |
| Stefano Sbardelotti de Andrade | Partido Humanista da Solidariedade (PHS)       | A Serra Cada Vez Mais Forte                     | 2034            | 0.9%       |
| Jose Geraldo Carreiro          | Partido Socialista Brasileiro (PSB)            | Partido Socialista Brasileiro (sem coligação)   | 2004            | 0.89%      |
| Robson Miranda                 | Partido Verde (PV)                             | Aliança pela Ética                              | 1776            | 0.79%      |
| Miguel Mates Santos            | Partido Trabalhista Cristão (PTC)              | Juntos pela Serra                               | 1576            | 0.7%       |
| Cleusa Paixão da Silva         | Partido da Mobilização Nacional (PMN)          | Partido da Mobilização Nacional (sem coligação) | 1380            | 0.61%      |
| Basilio Antonio Neves Santos   | Partido Republicano da Ordem Social (PROS)     | Frente por Amor a Serra                         | 1315            | 0.58%      |

## Análise
Eleição para prefeito
A reeleição de Audifax Barcelos deve-se ao contato com os eleitores de classes D e E. No primeiro turno seu concorrente, Sérgio Vidigal venceu com 48,3% contra 43,71% dos votos. Só quando Audifax alterou sua estratégia de campanha conseguiu virar o jogo.
Eleição para vereadores
Dos vereadores atuais foram reeleitos da eleição de 2012 sete candidatos:
Nacib do PDT, Aécio Leite do PT, Luiz Carlos Moreira do MDB,Alexandre Araújo Marçal do REDE (Alexandre Xambinho foi candidato pelo PT do B em 2012), Carlos Augusto Lorenzoni (Guto Lorenzoni) do PP, Neidia Maura Pimentel do PSD (Neidia foi candidata pelo PR em 2012) e Miguel Mates Santos (Miguel da Policlínica) do PTC.
Em 2012, apenas uma mulher foi eleita, em 2016, três mulheres foram eleitas sendo elas Neidia Maura Pimentel, Quélcia Mara Fraga Gonçalves e Cleusa Paixão da Silva.
PDT elegeu 3 vereadores, o PHS, o PSB, o PSC, o PTC e o partido REDE elegeram 2 vereadores e o DEM, o MDB, o PHS, o PMN, o PP, o PSD, o PSDB, o PROS, o PSL, o PT e o PV elegeram 1 vereador por partido